# Bedroom Floor
«Bedroom Floor» es una canción del cantante británico Liam Payne. Se lanzó el 20 de octubre de 2017, a través de Capitol Records. Fue escrita por Jacob Kasher, Charlie Puth, Ammar Malik, Steve Mac , Aaron Jennings y Noel Zancanella. Se envió a las radios estadounidense el 24 de octubre de 2017.

## Antecedentes y composición
Payne reveló por primera vez la canción durante su aparición en Radio 1 Breakfast Show. Él reveló la fecha de lanzamiento de la canción en un tuit el 23 de septiembre de 2017. Publicó un adelanto de la canción y una vista previa de su video musical acompañante el 17 y 18 de octubre de 2017, respectivamente. Un día antes del lanzamiento de la canción, publicó la letra a través de Instagram Stories.

## Vídeo musical
El vídeo musical de «Bedroom Floor» se estrenó el 6 de noviembre de 2017. Dirigido por Declan Whitebloom y protagonizado por Bella Thorne como el interés amoroso de Payne.

## Presentaciones en vivo
Payne interpretó «Bedroom Floor» en el pgroama The X Factor el 28 de octubre de 2017. Más tarde, interpretó la canción en el episodio de The Ellen DeGeneres Show que se emitió el 28 de noviembre de 2017.

## Créditos y personal
Créditos adaptados de Tidal.
- Liam Payne - voz
- Steve Mac - producción, sintetizador
- Ben Rice - producción
- Randy Merrill - masterización de ingeniería
- Bill Zimmerman - ingeniería
- Dann Pursey - ingeniería
- Chris Laws - ingeniería, batería
- Phil Tan - mezcla

## Posicionamiento en listas
| Listas (2017)                             | Mejor posición |
| ----------------------------------------- | -------------- |
| Alemania (Official German Charts)         | 100            |
| Australia (ARIA)                          | 52             |
| Austria (Ö3 Austria Top 40)               | 69             |
| Bélgica (Ultratop) Flanders               | 13             |
| Bélgica (Ultratop) Wallonia               | 11             |
| Canadá (Canadian Hot 100)                 | 63             |
| Escocia (Official Charts Company)         | 13             |
| Eslovaquia (Singles Digitál Top 100)      | 34             |
| Estados Unidos (Billboard Hot 100)        | 98             |
| Estados Unidos (Mainstream Top 40)        | 35             |
| Francia (SNEP)                            | 102            |
| Irlanda (IRMA)                            | 30             |
| Nueva Zelanda Hot Singles (RMNZ)          | 1              |
| Portugal (AFP)                            | 55             |
| Reino Unido (UK Singles Chart)            | 21             |
| República Checa (Rádio Top 100)           | 97             |
| República Checa (Singles Digitál Top 100) | 47             |
| Suecia (Sverigetopplistan)                | 100            |
| Suiza (Schweizer Hitparade)               | 95             |

## Certificaciones
| País (organismo certificador) | Certificación | Unidades certificadas |
| ----------------------------- | ------------- | --------------------- |
| Australia (ARIA)              | Oro           | 35 000                |
| Canadá (Music Canada)         | Oro           | 40 000                |
| Reino Unido (BPI)             | Plata         | 200 000               |

## Historial de lanzamiento
| País           | Fecha                 | Formato                     | Discográfica     | Ref    |
| -------------- | --------------------- | --------------------------- | ---------------- | ------ |
| Varios         | 20 de octubre de 2017 | Descarga digital, Streaming | Capitol Records  | [ 41 ] |
| Reino Unido    | 21 de octubre de 2017 | Contemporary hit radio      | Polydor Records  | [ 42 ] |
| Estados Unidos | 24 de octubre de 2017 | Contemporary hit radio      | Republic Records | [ 5 ]  |